# Pseudobranchus axanthus
Pseudobranchus axanthus is een salamander uit de familie sirenen (Sirenidae). De soort werd voor het eerst wetenschappelijk beschreven door Morris Graham Netting en Coleman Jett Goin in 1942. Oorspronkelijk werd de wetenschappelijke naam Pseudobranchus striatus axanthus gebruikt. De enige andere soort uit het geslacht is de gestreepte dwergsirene (Pseudobranchus striatus).

## Uiterlijke kenmerken
Deze aal-achtige salamander heeft veel gemeen met zijn geslachtsgenoot; de achterpoten ontbreken, de voorpoten zijn zeer klein en hebben ieder drie tenen, en de kieuwen blijven bij volwassen exemplaren behouden (neotenie). Wel wordt deze soort iets groter met 25 centimeter waarvan ruim een derde staart, en vrouwtjes worden een derde groter dan mannetjes in plaats van iets groter. Ook komt deze soort alleen voor op het schiereiland van de Amerikaanse staat Florida; Pseudobranchus striatus heeft een ongeveer even groot verspreidingsgebied, maar dat ligt juist rond het continentale gedeelte van Florida en het gebied ten noordwesten ervan in South Carolina en Georgia.

## Algemeen
Pseudobranchus axanthus leeft in meer open, stilstaande wateren zoals kleine meren, vennen en poelen die ondiep zijn en onderwatervegetatie bevatten. Deze soort is volledig aquatisch en komt nooit uit het water; bij droogte graaft de salamander zich in en maakt een soort cocon van afgeworpen huid en slijm, en kan het in deze staat maanden uithouden. Er is niet veel bekend over de voortplanting, en er is nog nooit een paring waargenomen. De eitjes worden een voor een afgezet op waterplanten en komen na ongeveer een maand uit. Op het menu staan kleine ongewervelden die in het water worden gevangen.